# Motorkocsi
A motorkocsi saját erőgéppel felszerelt vasúti vontatójármű, amelyet haszonteher (utasok vagy teheráru) közvetlen szállítására is használnak.  A motorkocsik alkalmazása általában kis szállítási igényű járatok esetében gazdaságos, ahol a külön mozdony a vonaton jelentős haszontalan elegysúly-többletet jelentene. A motorkocsik legnagyobbrészt személyszállító járművek, de léteznek személyszállító motorvonatokban használatos poggyászmotorkocsik (például MÁV MDmot), egyes külföldi vasutak használnak tehermotorkocsikat is.

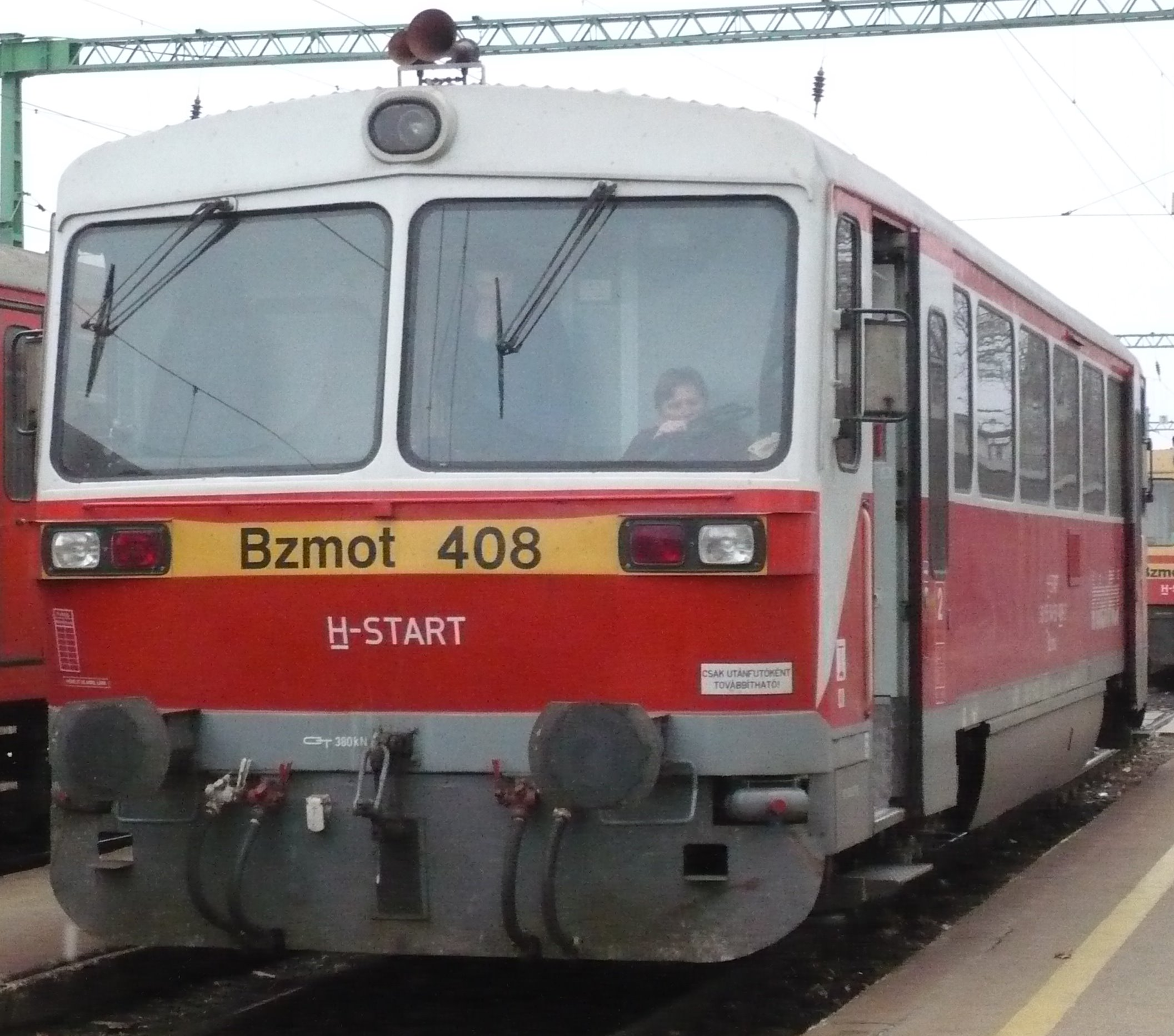
a bzmotból átalakított interpici

## A motorkocsik felépítése és gépezete
A motorkocsik felhasználási lehetőségeinek sokfélesége miatt számos különböző szerkezetű motorkocsi-típus született.

## Vonatképzés lehetősége
A vonatképzés lehetősége szerint a motorkocsik lehetnek:

### Sínautóbuszok
Az sínautóbuszok legtöbbször kis befogadóképességű, könnyűszerkezetű járművek; nem rendelkeznek más jármű üzemszerű vontatásához szükséges vonókészülékkel. Magyarországon a legismertebb sínautóbusz az Árpád sorozatból származik, amik a MÁV-nál az Aamot sorozatmegjelölést viselték.

### (Egyedüljáró) motorkocsik

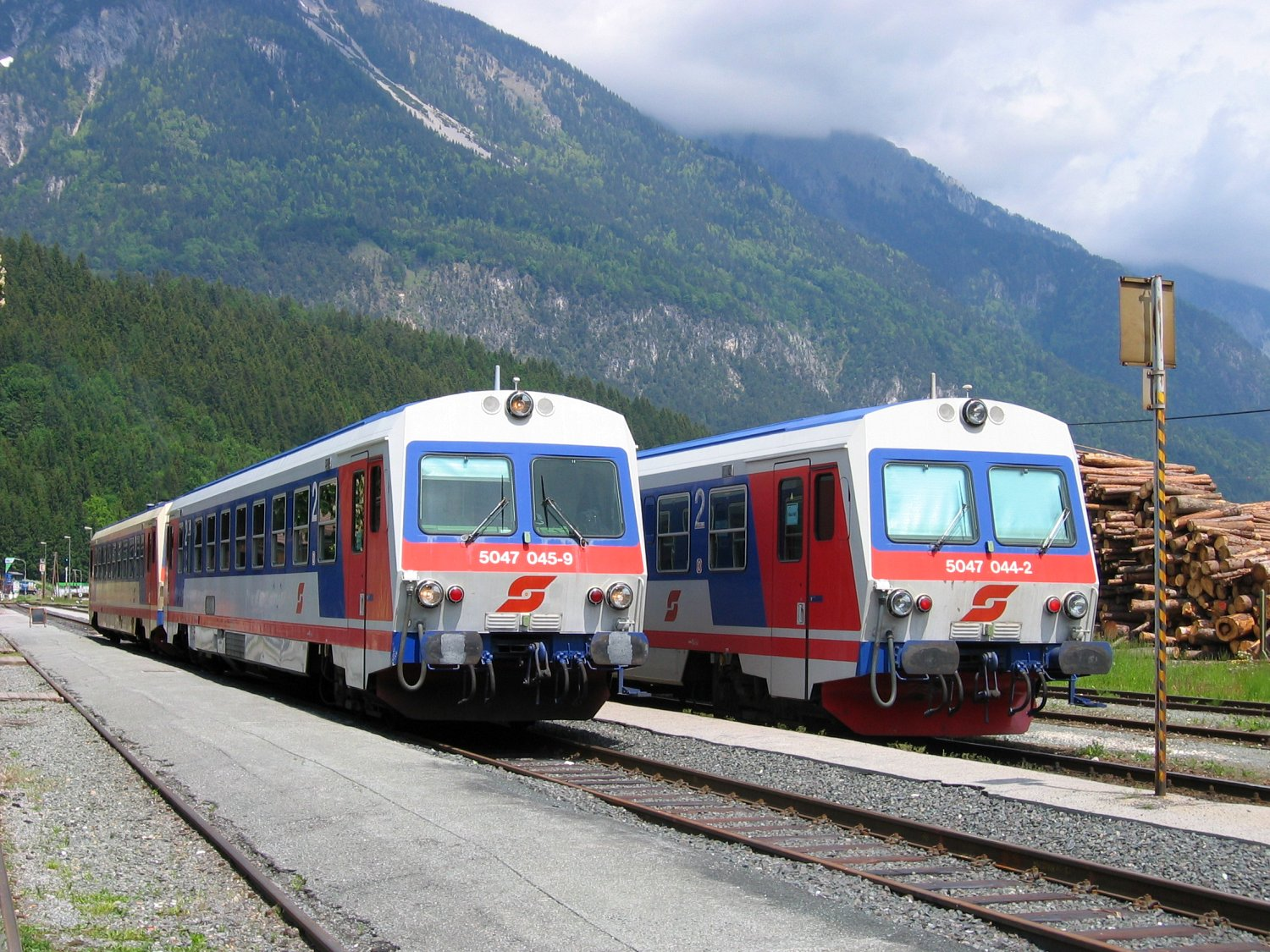
ÖBB 5047 sorozatú motorkocsi

A(z egyedüljáró) motorkocsik szinte megegyeznek a sínautóbuszokkal, de ezen motorkocsik fel vannak szerelve más kocsik üzemszerű vontatásához szükséges vonókészülékekkel. Ilyen motorkocsiknak mondhatók például a Bzmot motorkocsik. Azok eredeti dízelmotorja ugyan képes volt legfeljebb két Bzx mellékkocsi vontatására, ám ilyen esetben a szerelvény gyorsulása nagyon, végsebessége pedig valamennyire lecsökkent. Ugyanilyen motorkocsi az ÖBB 5047 sorozatú motorkocsija, amely a megengedett 120 km/h végsebességét csak akkor érheti el, ha nem vontat kocsit.

### Vontató motorkocsik

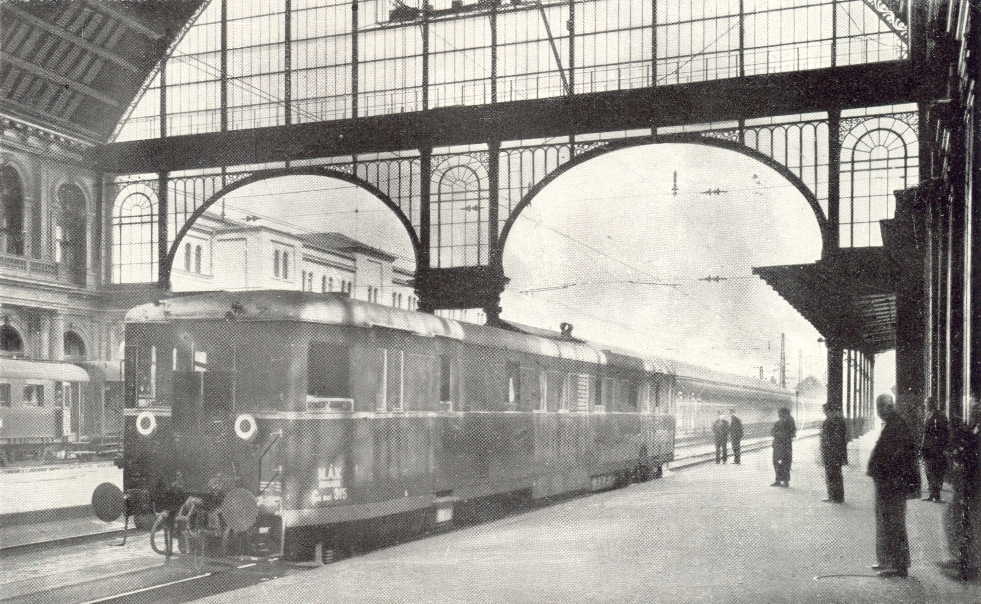
Camot 315–316 motorkocsi

Ezek a járművek általában a mozdonyhoz hasonló teljes értékű vontatójárművek, más vasúti járművek üzemszerű vontatásához szabályos vonókészülékkel és erőtartalékkal rendelkeznek. A MÁV első menetrend szerint közlekedő vontató motorkocsijai a Camot 315–316 motorkocsik voltak. A motorkocsik az Árpád típusban is használt motorral rendelkeztek. Míg az Árpád típusú sínautóbuszokban csak egy motor volt beszerelve, addig a Camot 315 és 316 psz. motorkocsikat kettő ilyen motor hajtja, biztosítva a motorkocsik kellő erőtartalékát. A motorkocsikban a vontatott kocsik fűtéséhez gőzfejlesztő kazán is üzemel. A vontatáshoz persze nem szükséges két motor, mint ahogy az az ABbmot és Bbmot motorkocsiknál van.

### Zárt motorvonat vontató motorkocsijai
A vontató motorkocsik különleges esetei, általában csak egy vezetőállással rendelkeznek, szabályos (forgalomban is kapcsolható) vonókészülék csak a vezetőállásos oldalon található.

### Közbezárt motorkocsik
Zárt motorvonatokban használt vontatójárművek, melyek kezelőszervei a motorvonat más járművén találhatók, saját motorvonatukból kisorolva üzemszerű közlekedésre nem alkalmasak. A közbezárt motorkocsira jó példa a HŽ 6111.0 sorozatú háromrészű motorvonatainak motorkocsija.

## A motorkocsik gépezete
A motorkocsik felosztásánál a felhasználási cél mellett a beépített gépezet jellege is meghatározó. Motorkocsikban gyakorlatilag a mozdonyokban alkalmazott összes erőgépfajta és erőátviteli változat megtalálható. Mivel a motorkocsi jellegéből adódóan haszonteher-szállítást végez, a gépezet számára rendelkezésre álló tér és szállítókapacitás korlátozott. Az erőgép és az erőátvitel kiválasztásánál a kis tömegű és kis helyigényű megoldásokat részesítik előnyben. Gyakori, hogy a gépezeti berendezések a járműszekrényen kívül, a tetőn, vagy a padló alatt helyezkednek el. A dízelmotorkocsik erőátvitele általában mechanikus, hidrodinamikus, vagy hidromechanikus.

## Csuklós motorkocsik (avagy a határeset)

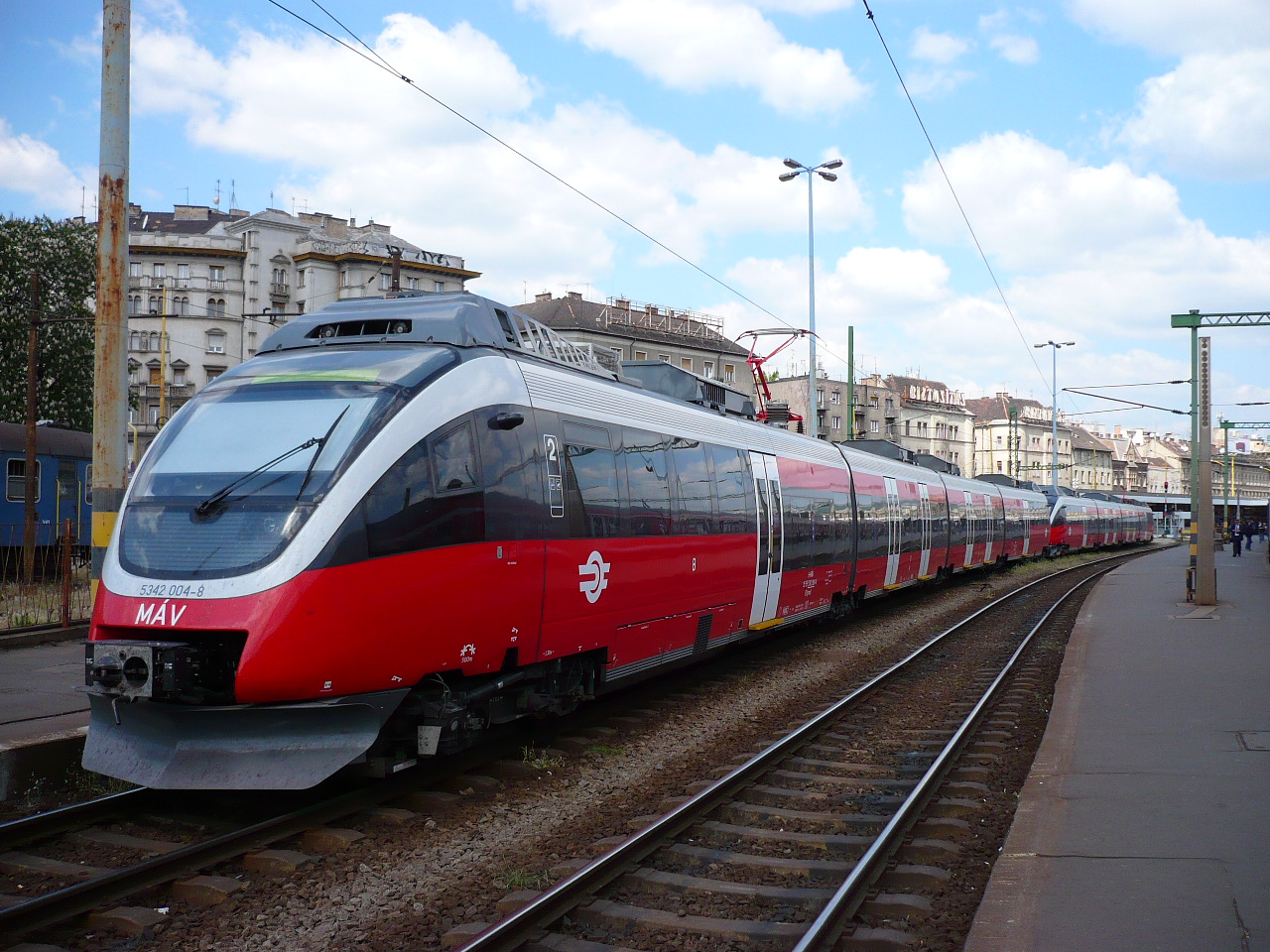
MÁV 5342

A csuklós motorkocsik átmenetet képeznek a motorkocsik és a motorvonatok között. A csuklós motorkocsi olyan önálló gépezettel rendelkező vasúti vontatójármű, amely több összekapcsolt önálló szekrényű járműegységből áll, de az egymással összekapcsolt járműegységek közös hordművel (illetve futóművel) rendelkeznek. Másképpen megfogalmazva, a csuklós motorkocsi járműegységei szétkapcsolva nem képeznek önállóan futóképes járműveket. A közös hordmű, illetve futómű kialakítására többféle széleskörűen bevált megoldás létezik (például a Jacobs-, a Rowan-, vagy a Talgo-rendszer). Ilyen a MÁV 5342, Flirt, illetve a bhvmot sorozat motorvonata.

## Lásd még
- Motorvonat